# Famille d'Aigneaux
Pour les articles homonymes, voir Aigneaux.
La famille d'Aigneaux est une famille subsistante de le noblesse française, d'extraction médiévale, originaire de Basse-Normandie. Sa filiation est suivie depuis la fin du XIVe siècle.

## Origine
La famille d'Aigneaux semble avoir eu pour berceau la terre d'Aigneaux-en-Bessin, située à Deux-Jumeaux, près de Bayeux (Calvados). Sa filiation suivie commence dans le Bessin[réf. nécessaire].
Certains auteurs rapprochent cette famille d'une autre terre du même nom (aujourd'hui commune d'Agneaux), aux portes de Saint-Lô (Manche), terre passée au XVe siècle dans la famille de Sainte-Marie d'Agneaux, qui en a pris le nom et qui possédait dans cette paroisse le château de Sainte-Marie.
On trouve le premier segment de filiation suivant :
- Guillaume Ier d'Aigneaux[2].
  - Guillaume II d'Aigneaux, seigneur d'Aigneaux-en-Bessin et de Saint-Contest, mort en 1360, marié avec Joire de Villers, dame de Villers-Bocage, veuve de Roger IV Bacon, seigneur du Molay et du Breuil, mort en 1340, dont[2].
    - Gilette d'Aigneaux, mariée avec Roger de Sainte-Marie, seigneur de Presles[2].
    - peut-être Guillaume III d'Aigneaux d'un premier lit, seigneur d'Aigneaux-en-Bessin et de Saint-Contest, marié avec Jeanne d'Écajeul[2].

## Histoire
Selon Raoul de Warren, la filiation de la famille d'Aigneaux est suivie depuis 1383, et selon Régis Valette, depuis 1394. Cette famille a formé plusieurs branches, dont certaines se rallièrent à la Réforme au cours du XVIe siècle.

## Filiation
- Jehan d'Aigneaux, seigneur d'Aigneaux-en-Bessin (à Deux-Jumeaux), mort en 1419, marié vers 1383 avec Philippote de Brébeuf.
  - Marcel d'Aigneaux, seigneur d'Aigneaux-en-Bessin, marié avec Robine de Creully.
    - Michel d'Aigneaux, marié avec Tassine de Paris[5].
      - Jehan d'Aigneaux[6], seigneur d'Aigneaux-en-Bessin, marié par contrat du 8 juin 1503 avec Savoisienne Campion, dame de la Meurdraquière[5].
        - Adrien d'Aigneaux, seigneur d'Aigneaux-en-Bessin, marié le 18 juin 1531 avec Blanche Le Chevalier, dame d'Engranville[5].
          - Pierre d'Aigneaux, marié en 1579 avec Élisabeth de Clinchamps[6].
            - Charles d'Aigneaux, marié en 1618 avec Anne Hüe[6].
              - Guillaume d'Aigneaux, marié en 1647 avec Françoise Vaultier, maintenu noble en 1666 à Deux-Jumeaux[6]
              - Jacob d'Aigneaux, marié en 1659 avec Suzanne Hüe, maintenu noble en 1666 à Deux-Jumeaux[6]

          - Olivier d'Aigneaux[6].
            - Pierre d'Aigneaux[6].
              - François d'Aigneaux, seigneur de l'Isle, maintenu noble en 1666[6]

        - Charles d'Aigneaux, marié avec Françoise de L'Isle[5]
        - Olivier d'Aigneaux, seigneur de Douville (à Deux-Jumeaux) et de la Chesnée, mort avant 1599, marié avec Catherine de Villiers, dame de Maisons[5], morte en 1608[2].
          - Guillaume d'Aigneaux.
          - Guy d'Aigneaux, seigneur de Douville, mort en 1639, marié en 1606 avec Isabeau Dodeman, dame de la Rivière, morte en 1659[2].
          - Pierre d'Aigneaux, mort en 1637 à Bayeux, marié en 1622 avec sa nièce de la branche puinée Renée d'Aigneaux[2]
          - Charles d'Aigneaux, seigneur de Douville, mort en 1639, marié le 16 février 1634[2] avec Renée Davy[6], morte en 1648.
            - Robert d'Aigneaux, seigneur de Douville (1613-1668), marié en 1659 avec Marie Feuillet, maintenu noble en 1666 à Deux-Jumeaux[6]
            - Jean d'Aigneaux, maintenu noble en 1666 à Deux-Jumeaux[6]

        - François d'Aigneaux, né vers 1518, mort le 27 juin 1609 à Deux-Jumeaux, âgé de 91 ans[5]

    - Olivier d'Aigneaux, mort en 1523, marié avec Anne de Louvières.
      - Jean Ier d'Aigneaux, seigneur de la Cousture (vers 1495 - 1565), marié en 1528 (ou 1538) avec Jeanne de La Bazonnière[6], morte en 1538.
        - Jean II d'Aigneaux, seigneur de la Cousture et de Chanterel (vers 1535 - 1602), marié en 1560 avec Jeanne de Méhérenc[6].
          - Jean III d'Aigneaux, marié en (1579) avec Catherine du Marais[6], dont :
            - Guillaume d'Aigneaux, seigneur d'Auval, marié en 1622 avec Joachine de Montfiquet, maintenu noble en 1666[6]

          - Gilles d'Aigneaux, marié en 1624 avec Marie du Buisson[6].
            - Jean IV d'Aigneaux, marié en 1656 avec Marie de Gouyé, maintenu noble en 1666[6]

          - Jacques d'Aigneaux, seigneur du Château-Rouge (né vers 1565), marié en (1633) avec Clémence de Gouyé[6], morte en 1663.
            - Antoine d'Aigneaux, seigneur du Château-Rouge (1615-1662), marié en 1657 avec Anne Le Bas.
              - Christophe d'Aigneaux, maintenu noble en 1666[6].

## Situation contemporaine
Cette famille a été admise à l'ANF en 1943.
Jean d'Aigneaux (1928-2020) est un ingénieur aéronautique, homme politique, maire de Beuzeville-la-Bastille (1961-1988 et 1995-2008), vice-président du conseil général de la Manche.
La famille a très longtemps été à la tête de la fondation du Bon sauveur de Picauville puis, après la fusion, de la fondation du Bon Sauveur de la Manche.
Cette famille comporte de nombreux chevaliers de l'ordre de Malte.

## Châteaux et demeures
- Château d'Éterville (Calvados)
- Château de l'Isle-Marie, à Picauville (Manche)
- Château de Morainville, au Mesnil-sur-Blangy (Calvados)
- Château de Plain-Marais, à Beuzeville-la-Bastille

## Armes, titres
- Armes : D'azur à trois agneaux d'argent[1]
- Supports : deux lions
- Devise : Agnus miles, qui signifie soldat Agneau
- Titre : comte (titre de courtoisie)

## Alliances
Les principales alliances de la famille d'Aigneaux sont : de La Luzerne, de Méhérenc (1550), de Clinchamps (1579), de Martel de Janville (1837), de Durfort-Civrac de Lorge (1876), de Lorgeril (1901), Boüan du Chef du Bos (1949), de Foucault (1934), Périer de Féral de Schwartz (1953), de Durat.